# (541033) 2018 AM9
(541033) 2018 AM9 es un asteroide perteneciente al cinturón de asteroides descubierto el 13 de octubre de 2006 por el equipo del Spacewatch desde el Observatorio Nacional de Kitt Peak, Arizona, Estados Unidos.

## Designación y nombre
Designado provisionalmente como 2018 AM9.

## Características orbitales
2018 AM9 está situado a una distancia media del Sol de 2,268 ua, pudiendo alejarse hasta 2,654 ua y acercarse hasta 1,882 ua. Su excentricidad es 0,170 y la inclinación orbital 5,299 grados. Emplea 1248,11 días en completar una órbita alrededor del Sol.

## Características físicas
La magnitud absoluta de 2018 AM9 es 17,2. 